# Ría

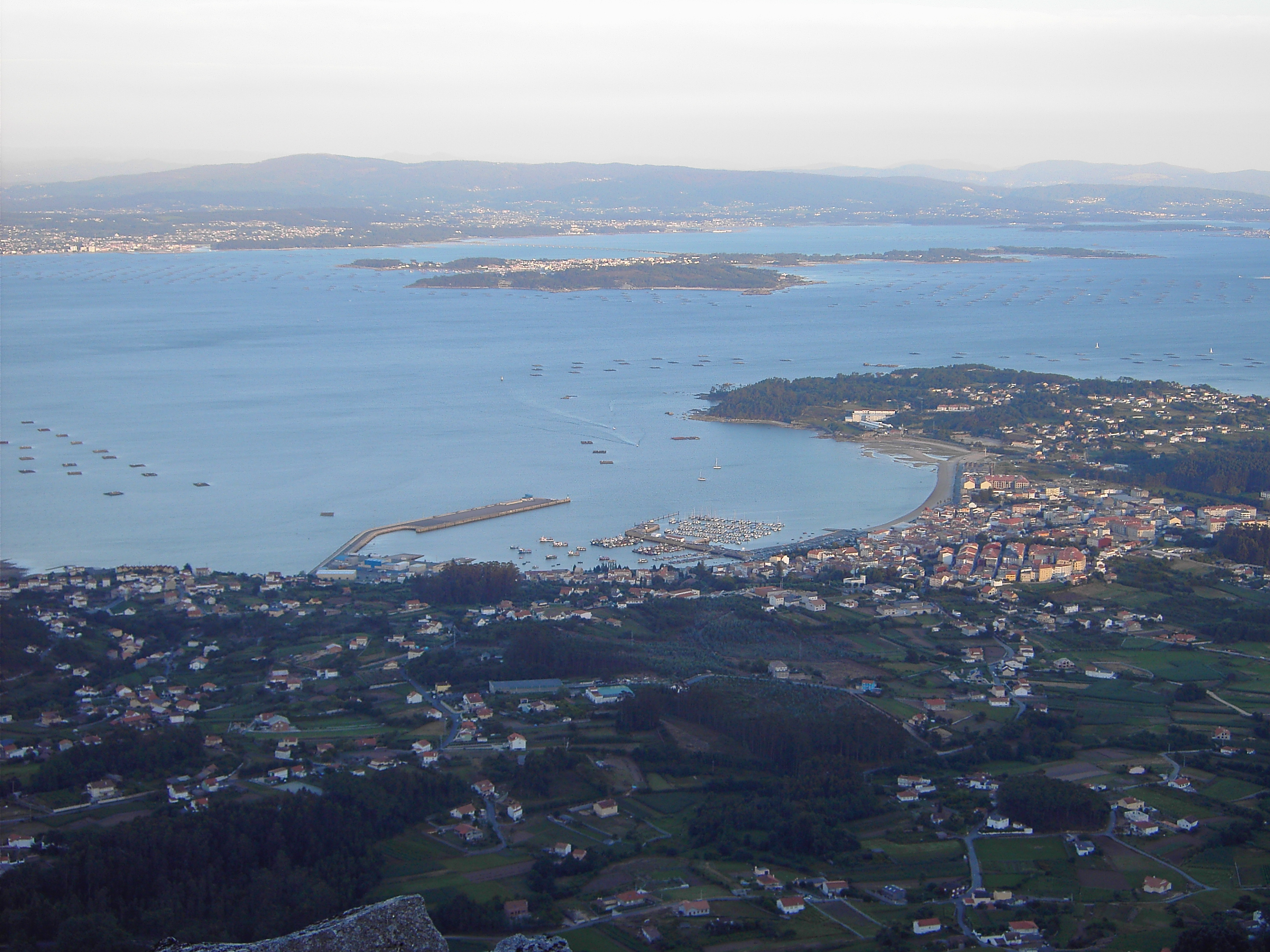
La ría de Arosa, la più grande delle rías spagnole.

La ría è un tipo di costa che presenta una o più insenature nelle quali penetra il mare. Questo accade perché nel tempo la costa, prima molto alta, si è abbassata e il mare si è spinto all'interno, occupando una valle in cui scorre un fiume. Le rías sono tipiche della regione iberica della Galizia, ma sono diffuse un po' in tutto il mondo, sia pur con terminologia locale, come in Istria e Dalmazia, dove vengono chiamati "canali" e "valloni", nel Corno d'Oro in Turchia o nella Baia di Sydney in Australia.
In Galizia vengono distinte in:
- rías altas, solitamente posizionate a nord e formatesi in dirupi scoscesi;
- rías baixas, molto più grandi e orientate verso ovest;
- rías medias, che hanno caratteristiche intermedie tra le precedenti.

In Portogallo vi è una delle più famose, la Ria de Aveiro, sulla quale sorge l'omonima città di Aveiro.